# Grundsatz der Nichtzurückweisung
Der Grundsatz der Nichtzurückweisung, auch Schutz vor Zurückweisung oder Verbot der Ausweisung und Zurückweisung, franz. (principe de) non-refoulement, engl. non-refoulement, ist ein im Völkerrecht verankerter Grundsatz, der die Rückführung von Flüchtlingen in ein Land, in dem ihnen Verfolgung droht, verbietet.
Er schränkt das ebenfalls im Völkerrecht verankerte Prinzip der territorialen Souveränität ein, wonach jeder Staat selbst bestimmen kann, wem er den Aufenthalt auf seinem Staatsgebiet gewähren möchte. Der Schutz vor Zurückweisung resultiert dabei aus elementaren Grundsätzen der Humanität in der Völkerrechtsgemeinschaft und Erwägungen zur Achtung der Menschenwürde. Es beruht auf der Überzeugung der Staatengemeinschaft, dass keine Person in einen Staat zurückgewiesen werden darf, in dem ihr eine Verletzung fundamentaler Menschenrechte droht. Art. 33 Abs. 2 der Genfer Flüchtlingskonvention sieht eine Ausnahme für Personen vor, die eine Gefahr für das Einreiseland oder die öffentliche Sicherheit darstellen, weil sie wegen eines Verbrechens oder eines besonders schweren Vergehens rechtskräftig verurteilt wurden.

## Genfer Flüchtlingskonvention und UN-Antifolterkonvention
Der Grundsatz ist in Art. 33 der Genfer Flüchtlingskonvention vom Juli 1951, ergänzt durch das New Yorker Protokoll vom 31. Januar 1967, verankert:
1. Auf die Vergünstigung dieser Vorschrift kann sich jedoch ein Flüchtling nicht berufen, der aus schwerwiegenden Gründen als eine Gefahr für die Sicherheit des Landes anzusehen ist, in dem er sich befindet, oder der eine Gefahr für die Allgemeinheit dieses Staates bedeutet, weil er wegen eines Verbrechens oder eines besonders schweren Vergehens rechtskräftig verurteilt wurde.[5]

Art. 3 der UN-Antifolterkonvention verbietet ebenfalls die Zurückweisung:
1. Bei der Feststellung, ob solche Gründe vorliegen, berücksichtigen die zuständigen Behörden alle maßgeblichen Erwägungen einschließlich des Umstands, dass in dem betreffenden Staat eine ständige Praxis grober, offenkundiger oder massenhafter Verletzungen der Menschenrechte herrscht. [6]

Das Prinzip entstand zunächst mit der Verabschiedung der Genfer Flüchtlingskonvention 1951 aus der Erinnerung an das Versagen der Staaten, während des Zweiten Weltkrieges nicht zuletzt den Verfolgten des Nazi-Regimes einen Zufluchtsort zu bieten. Mit dem Zusatzprotokoll von 1967 wurde der Anwendungsbereich auf Flüchtlingen erweitert, welche ihren Flüchtlingsstatus nach 1951 erhielten.
Inzwischen hat das Non-Refouelement-Gebot auch außerhalb des Flüchtlingsrecht Einzug in das Völkerrecht gefunden, wobei insbesondere die UN-Antifolterkonvention sowie die Europäische Menschenrechtskonvention hervorzuheben sind.

## Regionale Vereinbarungen

### Europa

#### Europäische Menschenrechtskonvention
Das Rückweisungsverbot ist durch Art. 3 der Europäischen Menschenrechtskonvention absolut gefasst und lässt keine Ausnahmen zu:
Diese maßgebend strengere Vorschrift lässt auch die Ausweisung von verurteilten Straftätern in unsichere Herkunftsländer in Europa nicht mehr zu, was auch dem Strafanspruch des verurteilenden Landes entgegenkommt.

#### EU-Richtlinien
Die Asylpolitik der Europäischen Union soll die Einhaltung des Grundsatzes der Nicht-Zurückweisung gewährleisten (Art. 78 Abs. 1 AEU-Vertrag).
Im europäischen Sekundärrecht wird dieser Grundsatz in Art. 21 der Anerkennungsrichtinie, Art. 9 Abs. 3 der Richtlinie 2013/32/EU (Asylverfahrensrichtlinie), Art. 3 Abs. 2 der Verordnung (EU) Nr. 604/2013 (Dublin III) und in Art. 5 der Rückführungsrichtlinie bestätigt.
Die Frontex-Leitlinien von 2010 nahmen in Punkt 1.2 auf den Grundsatz der Nichtzurückweisung Bezug; der Beschluss dieser Leitlinien wurde jedoch vom Europäischen Gerichtshof im September 2012 für nichtig erklärt, da er sowohl wesentliche Bestimmungen des Schengener Grenzkodex als auch den Inhalt der Frontex-Verordnung ändere, aber ohne die erforderliche Beteiligung des EU-Parlaments zustande kam.
Die Seeaußengrenzenverordnung (EU 656/2014) vom Juli 2014 regelt nun die völkerrechtliche Verpflichtung zur Seenotrettung und das Refoulement-Verbot bei Grenzüberwachungseinsätzen unter operativer Frontex-Koordination genauer.

### Afrika
Die Flüchtlingskonvention der Afrikanischen Union von 1969 enthält in Art. 2 Abs. 3 ein Refoulement-Verbot mit verpflichtendem Charakter. Der Flüchtlingsbegriff ist dabei weiter gefasst als in der Genfer Flüchtlingskonvention, die Zurückweisung an der Grenze fällt ausdrücklich unter das Refoulement-Verbot und es gibt keine umfassenden Ausnahmeklauseln. Flüchtlinge, die im Zufluchtsstaat ein schweres Verbrechen verübt haben, bleiben geschützt.

### Amerika
Die Amerikanische Menschenrechtskonvention von 1969 statuiert in Art. 22 Ziff. 8 ein umfangreiches Refoulement-Verbot. Ausländer dürfen nicht in ein Land abgeschoben oder zurückgeschickt werden, wenn dort ihr Recht auf Leben oder persönliche Freiheit verletzt zu werden droht. Offen gelassen wird, ob das Refoulement-Verbot auch für Abweisungen an der Grenze gilt. Eine Ausnahmeregel wie in Art. 33 Abs. 2 Genfer Flüchtlingskonvention gibt es nicht.

## Zurückweisung auf hoher See

### Europa
Unklar war jedoch, wie im Zuge von Abfang-, Kontroll- oder Rettungsmaßnahmen mit Personen umgegangen werden soll, die auf dem Seeweg nach Europa zu gelangen versuchten, da das europäische Sekundärrecht dafür keine Regelungen enthielt.
Im Fall Hirsi Jamaa und andere gegen Italien stellte der Europäische Gerichtshof für Menschenrechte 2012 dann in einer Grundsatzentscheidung fest, dass
- gemäß Art. 3 der europäischen Menschenrechtskonvention (EMRK) der rückführende Staat eine Misshandlung im Zielland verhindern muss,
- die Inkaufnahme einer Weiterschiebung in das folternde Herkunftsland gegen Art. 3 EMRK verstößt,
- Kollektivausweisungen auch auf hoher See und von Bootsflüchtlingen gegen Art. 4 des Protokolls 4 der EMRK verstoßen und
- auch Bootsflüchtlingen gegen ihre Rückschiebung Rechtsmittel gemäß Art. 13 EMRK zustehen.

Das Urteil betrifft nicht nur das verurteilte Italien, sondern auch den Umgang anderer europäischer Staaten mit Flüchtlingen und Migranten.

### Vereinigte Staaten
Seit 1993 wird Asylsuchenden, die auf dem offenen Meer von Schiffen der US-Küstenwache gefunden werden, die Einreise in die Vereinigten Staaten verweigert. Vorausgegangen war ein seit 1981 anwachsender Migrationsstrom, durch den 21.800 Haitianer in die USA kamen, aber nur 6 asylberechtigt waren. Der Oberste Gerichtshof der Vereinigten Staaten bestätigte in dem Urteil Sale, Acting Commissioner, Immigration and Naturalization Service et al., Petitioners v. Haitian Centers Council Inc. et al. die Praxis. Demnach gilt der Grundsatz der Nichtzurückweisung nur auf amerikanischem Staatsgebiet, nicht aber auf hoher See.

## Praktische Bedeutung in der Europäischen Union
Der Grundsatz der Nichtzurückweisung stellt im gesamten nationalen Asylverfahren eine wesentliche und entscheidende Garantie dar.
Er sichert das Recht der Antragsteller auf Verbleib im Aufnahmeland zum Zwecke der Antragstellung auf internationalen Schutz bis zur Entscheidung der Asylbehörde im Verwaltungsverfahren. Der Grundsatz bildet ferner die Grundlage für das Recht auf Verbleib bis zur Entscheidung über einen eventuellen Rechtsbehelf gegen die Behördenentscheidung. Er ist von allen Gerichten bei der Entscheidung, ob ein Antragsteller im Hoheitsgebiet des Mitgliedstaats verbleiben darf, zu berücksichtigen.

### Zugang zum Asylverfahren
Art. 6 der Asylverfahrensrichtlinie (VRL) ermöglicht einen Antrag auf internationalen Schutz unabhängig von der Einhaltung formaler Voraussetzungen. Jeder Antrag ist entweder als Antrag auf Anerkennung als Flüchtling oder als Antrag auf Gewährung subsidiären Schutzes auszulegen. Nach Art. 9 Absatz 1 VRL dürfen Antragsteller „ausschließlich zum Zwecke des Verfahrens so lange im Mitgliedstaat verbleiben, bis die Asylbehörde über den Antrag entschieden hat“. Dieses Recht erstreckt sich grundsätzlich auch auf Folgeanträge, die nach Rücknahme oder unanfechtbarer Ablehnung eines früheren Asylantrags aufgrund neuer Tatsachen gestellt werden (Art. 40 VRL), außerdem ein gerichtliches Rechtsbehelfsverfahren (Art. 46 VRL).

### Pushbacks
Das Refoulement-Verbot steht jedenfalls einer Zurückweisung „über“ die Grenze entgegen (Pushback oder sogenannte „heiße Abschiebung“), wenn die betreffende Person sich bereits auf dem Territorium eines Mitgliedstaates befindet, aber keine Möglichkeit hatte, einen Asylantrag zu stellen bzw. ihre Schutzwürdigkeit nicht individuell geprüft wurde.
Nach Auffassung der völkerrechtlichen Literatur und des Europäischen Gerichtshofs für Menschenrechte (EGMR) steht das Refoulement-Verbot auch einer Rückschiebung von Flüchtlingen entgegen, die das Staatsgebiet noch nicht betreten haben, aber „an“ der Grenze um Schutz ersuchen. Konsequenterweise steht das Refoulement-Verbot auch einer Abschottung von Grenzen entgegen, die den Zugang zu einem Mitgliedstaat verhindern. In Ausnahmefällen mag jedoch die Zuständigkeiten der Mitgliedstaaten für die Aufrechterhaltung der öffentlichen Ordnung und den Schutz der inneren Sicherheit gem. Art. 72 AEUV eine (vorübergehende) Grenzschließung rechtfertigen.
Auch die Abschiebung in einen EMRK-Vertragsstaat kann unter bestimmten Umständen eine Verletzung des Zurückweisungsverbot bedeuten. Nach Auffassung des EGMR dürfe nicht von den formalen Rechtsbindungen, denen ein EMRK-Mitgliedstaat unterliegt, auf die tatsächlichen Zustände im Land geschlossen werden. Eine Überprüfung des Einzelfalles bleibe unerlässlich.
Ähnlich verhält es sich nach der Rechtsprechung des Bundesverfassungsgerichts bei Zurückführungen in sichere Drittstaaten, um sicherzustellen, dass der Drittstaat den Betroffenen nicht willkürlich weiterschiebt und damit eine „Kettenabschiebung“ auslöst. Die Einstufung eines Staates als „sicherer Drittstaat“ kann jedenfalls im Einzelfall widerlegbar sein.

### Abschiebungsschutz
Das Refoulement-Verbot beschränkt des Weiteren die Rückführung illegal aufhältiger Drittstaatsangehöriger in ihre Herkunftsländer, einschließlich potenzieller Antragsteller und bestimmter Personen, deren Antrag auf internationalen Schutz abgelehnt wurde.

#### Deutschland
§ 60 Abs. 5 und Abs. 7 des Aufenthaltsgesetzes normieren verschiedene Gründe für ein Abschiebungsverbot. Der Schutz ist zu erteilen, wenn sich aus der Anwendung der Europäischen Menschenrechtskonvention ergibt, dass die Abschiebung des Ausländers unzulässig ist (§ 60 Abs. 5 AufenthG). Der Abschiebungsschutz soll zudem erteilt werden, wenn in dem Staat, in den die Abschiebung erfolgen müsste, für den Ausländer eine erhebliche konkrete Gefahr für Leib, Leben oder Freiheit besteht (§ 60 Abs. 7 AufenthG).
Der Abschiebungsschutz ist auch nach Ausschluss und Widerruf der Schutzberechtigung möglich. Der Schutz des § 60 Abs. 5 AufenthG greift nach der Rechtsprechung des Europäischen Gerichtshofs für Menschenrechte (EGMR) selbst dann ein, wenn der Verbleib im Inland die nationale Sicherheit gefährdet und der Ausländer in besonders schwerer Weise straffällig geworden ist.
Im Rahmen der Prüfung nationalen Abschiebungsschutzes nach § 60 Abs. 5 AufenthG i. V. m. Art. 3 EMRK ist eine Gefahrenprognose anzustellen. Maßstab ist grundsätzlich, „ob der vollziehbar ausreisepflichtige Ausländer nach seiner Rückkehr, gegebenenfalls durch ihm gewährte Rückkehrhilfen, in der Lage ist, seine elementarsten Bedürfnisse über einen absehbaren Zeitraum zu befriedigen. Nicht entscheidend ist hingegen, ob das Existenzminimum eines Ausländers in dessen Herkunftsland nachhaltig oder gar auf Dauer sichergestellt ist.“

#### Österreich
§ 45a des Fremdenpolizeigesetzes 2005 (FPG) enthält die Gründe für ein Verbot der Zurückweisung und Zurückschiebung (Refoulementverbot).

#### Schweiz
Art. 5 Abs. des Asylgesetzes (AsylG) sieht vor, dass keine Person „in irgendeiner Form zur Ausreise in ein Land gezwungen werden, in dem ihr Leib, ihr Leben oder ihre Freiheit aus einem Grund nach Artikel 3 Absatz 1 gefährdet ist oder in dem sie Gefahr läuft, zur Ausreise in ein solches Land gezwungen zu werden.“ Art. 5 Abs. 2 AsylG nimmt davon Personen aus, bei denen „erhebliche Gründe für die Annahme vorliegen, dass sie die Sicherheit der Schweiz gefährden, oder wenn sie als gemeingefährlich einzustufen ist, weil sie wegen eines besonders schweren Verbrechens oder Vergehens rechtskräftig verurteilt worden sind“ (sog. Asylunwürdigkeit im Sinne des Art. 53 AsylG, Art. 1 F der Genfer Flüchtlingskonvention).

## Verstöße
Nach einem Bericht von Pro Asyl von 2013 beteiligte sich Frontex an Pushback-Operationen, als Flüchtlingsboote in die Türkei zurückgedrängt wurden.
Nach Ansicht von Amnesty International verstießen 2015 mindestens 30 Staaten, darunter Australien, die Niederlande, Russland und Saudi-Arabien, gegen die Genfer Flüchtlingskonvention durch Zurückweisungen in potentiell unsichere Länder.
Der Europäische Gerichtshof für Menschenrechte verurteilte Spanien im Februar 2018 wegen Kollektivabschiebung von Flüchtlingen. Zwei betroffene Männer hatten geklagt, da sie von der spanischen Guardia Civil aufgegriffen worden und sofort über die spanisch-marokkanische Grenze zurückgeschoben worden waren. Das Urteil gilt als Präzedenzfall gegen die spanische Praxis systematischer Pushbacks in den Enklaven Ceuta und Melilla. Auch Russland umging seine diesbezüglichen Verpflichtungen in mehreren Fällen.
Der Europäische Gerichtshof für Menschenrechte wies – unter Aufgabe seiner bisherigen Rechtsprechung – eine Klage gegen Pushbacks im Februar 2020 ab: Am 13. Februar 2020 wurde die Beschwerde zweier Afrikaner über ihre Zurückweisung durch Spanien, die sie mit Hilfe des European Center for Constitutional and Human Rights vor den Europäischen Gerichtshof gebracht hatten, abgewiesen, weil die Männer nach Auffassung des Gerichtes die Möglichkeit gehabt hätten, Visa- oder Schutzanträge an dafür vorgesehenen Örtlichkeiten zu stellen, namentlich in spanischen Konsulaten oder an Grenzübergängen. Sie überkletterten stattdessen im August 2014 den Grenzzaun nach Melilla. Ihre dann folgende Abschiebung durch Spanien ohne vorherige individuelle Prüfung sei demnach Konsequenz ihres eigenen Handelns. Nach Ansicht der Menschenrechtsorganisation European Center for Constitutional and Human Rights würde das Urteil die Realität an den Außengrenzen der Europäischen Union verkennen und könnte als Rechtfertigung für weitere Zurückweisungen von Asylbewerbern genutzt werden.